# Levitsky's Insurance Policy; or, When Thief Meets Thief
Levitsky's Insurance Policy; or, When Thief Meets Thief è un cortometraggio muto del 1908. Il nome del regista non viene riportato nei credit del film.

## Produzione
Il film fu prodotto dalla Vitagraph Company of America.

## Distribuzione
Distribuito dalla Vitagraph Company of America, il film - un cortometraggio di 107 metri - uscì nelle sale cinematografiche statunitensi il 25 luglio 1908.